# Fundbüro

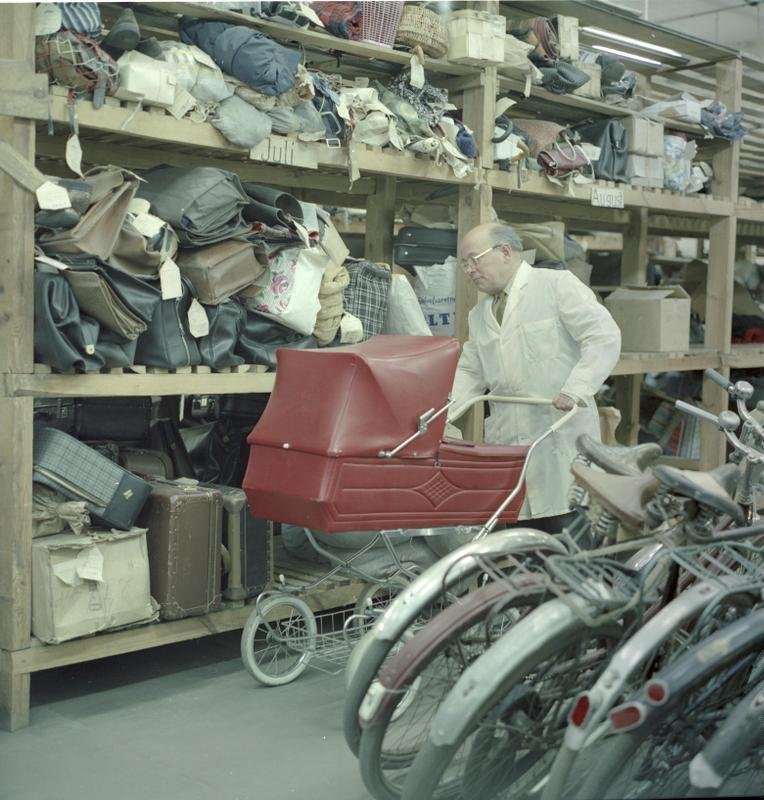
Fundbüro in Berlin (1973)

Ein Fundbüro ist eine Einrichtung, die für aufgefundene Sachen unbekannter Eigentümer zuständig ist. Fundbüros bestehen regelmäßig bei Kommunen oder Verkehrsanlagen wie z. B. Bahnhöfen, Flughäfen und werden häufig als lokale Fundbüros bei großen und längerfristigen Veranstaltungen durch den Betreiber eingerichtet.

## Fundabgabe
Finder sind nach dem deutschen Fundrecht (§ 967 BGB – Ablieferungspflicht) berechtigt (auf Anordnung der örtlichen Behörde verpflichtet), Funde bei entsprechenden Stellen der Stadtverwaltung (meist das städtische Ordnungsamt) oder der Polizei abzugeben. Dort wird dies als Fundanzeige aufgenommen. Dabei werden die Fundsache, der Fundort und die Fundzeit sowie die Personalien des Finders festgehalten. Der Finder sollte sich die Abgabe der Fundsache seinerseits durch eine  schriftliche Quittung bestätigen lassen und den Inhalt von z. B. Geldbörsen (insbesondere den Betrag des enthaltenen Bargeldes) genau protokollieren lassen. Andernfalls ist es später kaum möglich, die Ablieferung des Gegenstandes und seinen genauen Inhalt zum Zeitpunkt der Übergabe an das Fundbüro nachzuweisen.

## Aufbewahrung und Versteigerung
Das Fundbüro ist laut Gesetz verpflichtet, Fundsachen mindestens vier Wochen bis längstens sechs Monate lang aufzubewahren (Ausnahme: verderbliche Güter oder solche, deren Aufbewahrung mit erheblichen Kosten verbunden ist). Meldet sich der Verlierer innerhalb von sechs Monaten nicht, so hat der Finder Anspruch auf den gefundenen Gegenstand (§ 973 Abs. 1 BGB). Wird dieses Recht durch den Finder nicht wahrgenommen oder handelt es sich bei den Fundsachen um in öffentlichen Gebäuden oder Verkehrsmitteln gefundene Gegenstände, wird die Stadt oder die Gemeinde selbst Eigentümerin der Sachen (§ 979 Abs. 1 BGB). Diese Fundsachen werden dann in größeren Abständen nach vorheriger Ankündigung durch das Fundbüro öffentlich versteigert. Die Einnahmen der Versteigerung fließen in den Haushalt der Gemeinde zur freien Verfügung.